# Людвиг I (великий герцог Бадена)
Людвиг I Баденский (нем. Ludwig I. von Baden; 9 февраля 1763, Карлсруэ — 30 марта 1830, Карлсруэ) — великий герцог Бадена с 8 декабря 1818 года. Третий сын герцога Карла Фридриха Баденского и его супруги Каролины Луизы Гессен-Дармштадтской. В 1818 году наследовал племяннику Карлу Людвигу, не оставившему наследников мужского пола.

## Биография
Людвиг I Баденский родился 9 февраля 1763 года в городе Карлсруэ. 
Поскольку шанс унаследовать баденский престол был не велик, он как и многие принцы того времени, начал военную карьеру. В 1787 году молодой принц попросил короля Пруссии Фридриха Вильгельма II, принять его на службу. В сентябре того же года, он был назначен командиром 6-го гренадерского гвардейского батальона прусской армии, в звании полковника.
В рядах прусской армии участвовал в войне первой коалиции 1792 года. За проявленную храбрость в битве при Хоххайме 6 января 1793 года, он был посвящён в рыцари Ордена Чёрного Орла, а 17 января 1793 года повышен до звания генерал-майора. 23 февраля 1793 года, Фридрих Вильгельм II назначил его Ингабером пехотного полка «Юнг Борнштедт» .
16 февраля 1795 года он ушёл из армии и вернулся в Баден. После того, как наследный принц Бадена Карл Людвиг (1755—1801), погиб в результате несчастного случая в декабре 1801 года, Карл Фридрих Баденский пригласил Людвига для выполнения различных задач. В 1802 году он отправил его с дипломатической миссией сначала в Москву, а затем в Париж для переговоров с Наполеоном Бонапартом. Людвиг также принял участие в Конгрессе принцев в Майнце, инициированном Наполеоном в 1804 году. В декабре того же года, вместе с племянником Карлом (1786—1818), присутствовал на императорской коронации Наполеона.
В 1803 году он стал военным министром Бадена, а в 1804 году взял на себя ответственность за финансовое и лесное управление страной. В то время, Баден был союзником наполеоновской Франции.

### Отношения с Наполеоном
Первоначально, Наполеон и французское правительство ценили Людвига. Его часто классифицировали как друга Франции. В конце 1805, начале 1806 года он был задействован в качестве посредника, для бракосочетания Карла Баденского и Стефании де Богарне. Но во время визита Наполеона в Карлсруэ в январе 1806 года, он неожиданно задал Людвигу неудобные вопросы о состоянии государственных финансов и лесов Бадена, и неустроенный ответом, в мае 1806 года Наполеон заставил уйти его из своего финансового управления страной. В 1810 году, был сослан в замок Залем, за критику Наполеона. Ему разрешили вернуться в Карлсруэ только в 1812 году, после смерти его отца.

## Правление
В 1818 году он наследовал своему племяннику Карлу и, по вступлении на престол, занялся регулированием баденских финансов, привел в порядок церковные отношения, но особенное внимание оказывал армии. К палатам он относился недоверчиво и стремился к удалению преград, которые конституция ставила реакции в духе Меттерниха.
Внутри страны, Людвиг вёл автократическую политику. Либеральная конституция Бадена наделила парламент большими полномочиями. Поскольку Людвиг мало уважал конституцию, он несколько раз пытался подорвать права государственного парламента, редко созывая его, или помешать чиновникам, которые также были членами государственного парламента, выполнять свои обязанности.
Значительно поддержал и добился дальнейшего существования Фрайбургского университета в 1820 году, после чего университет был назван «Фрайбургский университет имени Альберта Людвига». Также основал Университет Карлсруэ (сегодня Технологический институт Карлсруэ) в 1825 году, являющийся старейшим техническим высшим учебным заведением в Германии и четвёртым в Европе (после пражского, парижского и венского технических университетов).
При сотрудничестве с архитектором Фридрихом Вайнбреннером было построено множество классических зданий в центре города, а также пирамида Карлсруэ.
Умер 30 марта 1830 года в родном городе. Ему наследовал единокровный брат — Леопольд.
5 августа 1802 года был награждён орденом Святого Андрея Первозванного.

## Личная жизнь
Людвиг никогда не был женат. Тем не менее, у него было четверо внебрачных детей. От отношений с женщиной, имя которой не известно, у него родился сын:
- Людвиг Вильгельм фон Штейнберг (8 октября 1797 — 1 июля 1871), в 1820 году женился на Адельгейде Ках (1801—1840). Второй раз женился на баронессе Юлии фон Равенсбург (1821—1883). Трое детей от обоих браков.

Людвиг Баденский долгое время состоял в отношениях с Катариной Вернер. От этих отношений родилось трое детей. В 1827 году он дал своим внебрачным детям, титул графов фон Лангенштейн и Гондельсхайм. Старшая дочь умерла в 1821 году, до получения графского титула, поэтому носила фамилию матери. Дети:
- Луиза Вернер (1817 — 1821), умерла в младенчестве.
- Людвиг Вильгельм Август фон Лангенштейн и Гондельсхайм (4 октября 1820 — 11 июня 1872), женат не был. Детей не имел.
- Луиза Катарина фон Лангенштейн и Гондельсхайм (3 марта 1826 — 1 января 1900), в 1848 году вышла замуж за графа Карла Израиля Дугласа (1824—1898). У них родилось 6 детей.